# Oberhünigen
Oberhünigen (toponimo tedesco) è un comune svizzero di 308 abitanti del Canton Berna, nella regione di Berna-Altipiano svizzero (circondario di Berna-Altipiano svizzero).

## Storia
Il comune di Oberhünigen è stato istituito il 1º gennaio 1980 per scorporo da quello di Schlosswil, del quale era un'exclave.

## Società

### Evoluzione demografica
L'evoluzione demografica è riportata nella seguente tabella:
Abitanti censiti

## Amministrazione
Ogni famiglia originaria del luogo fa parte del cosiddetto comune patriziale e ha la responsabilità della manutenzione di ogni bene ricadente all'interno dei confini del comune.